# Reformierte Kirche Trin

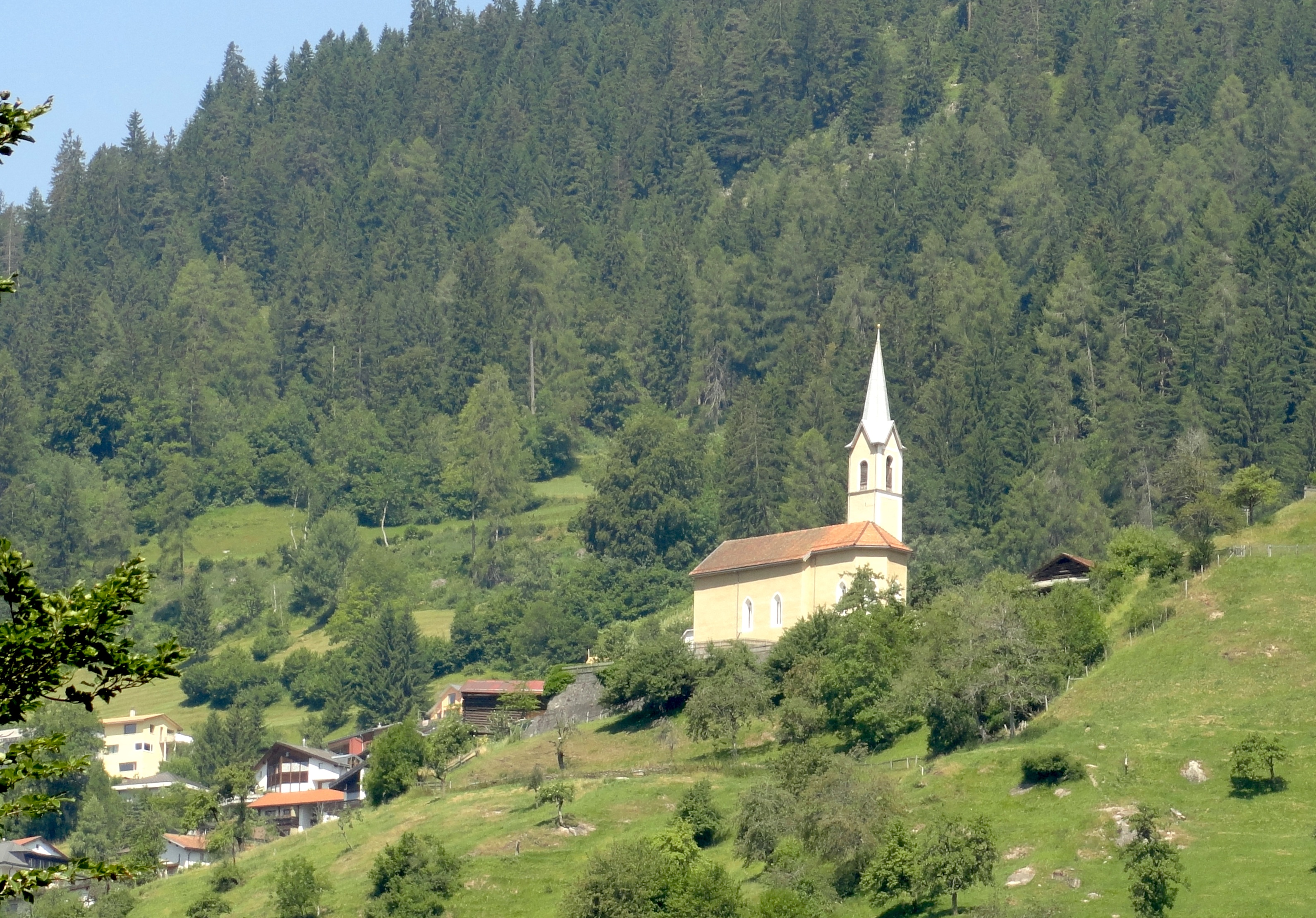
Ansicht von Süden

Die reformierte Kirche in Trin am Eingang der Surselva im Kanton Graubünden ist ein denkmalgeschütztes evangelisch-reformiertes Gotteshaus, das seit der Annahme der Reformation in den 1530er Jahren als Predigtkirche des Dorfes genutzt wird.

## Geschichte und Ausstattung
Bei der heutigen Dorfkirche handelt es sich um einen spätgotischen Neubau unter dem Doppelpatrozinium der aus Auxerre stammenden Heiligen Germanus und Remigius aus vorreformatorischer Zeit 1491. Dieser verwendete teilweise die Bausubstanz einer romanischen Vorgängerkirche. Auch der Kirchturm, der im Norden an die Fassade anschliesst, bezeugt im Unterbau eine romanische Grundschicht. 
Die Reformation fasste in Trin sehr früh 1535 unter Pfarrer Hartmann Fuss. Die Heiligenbilder und -statuen beliess man gleichwohl noch bis 1546 in der Kirche.
Im Kircheninneren finden sich Fenster aus der spätgotischen Gründungszeit mit Glasmalereien von 1985 durch den Basler Künstler Hanns Studer. Die Neuerung erfolgte, nachdem die alten Glasgemälde 1958/59 unter dem Protest eines Teils der Kirchgemeinde entfernt worden waren.
Die Sakristei an der Nordseite des Chores ist nicht mehr in Gebrauch. Während die Kanzel in die Zeit des Barock auf das Jahr 1680 zurückgeht, sind die Metzler-Orgel und die Empore jüngeren Datums und stammen aus dem Jahr 1959.

## Kirchliche Organisation
Trin ist innerhalb der Evangelisch-reformierten Landeskirche Graubünden eine eigenständige Kirchgemeinde.

## Galerie

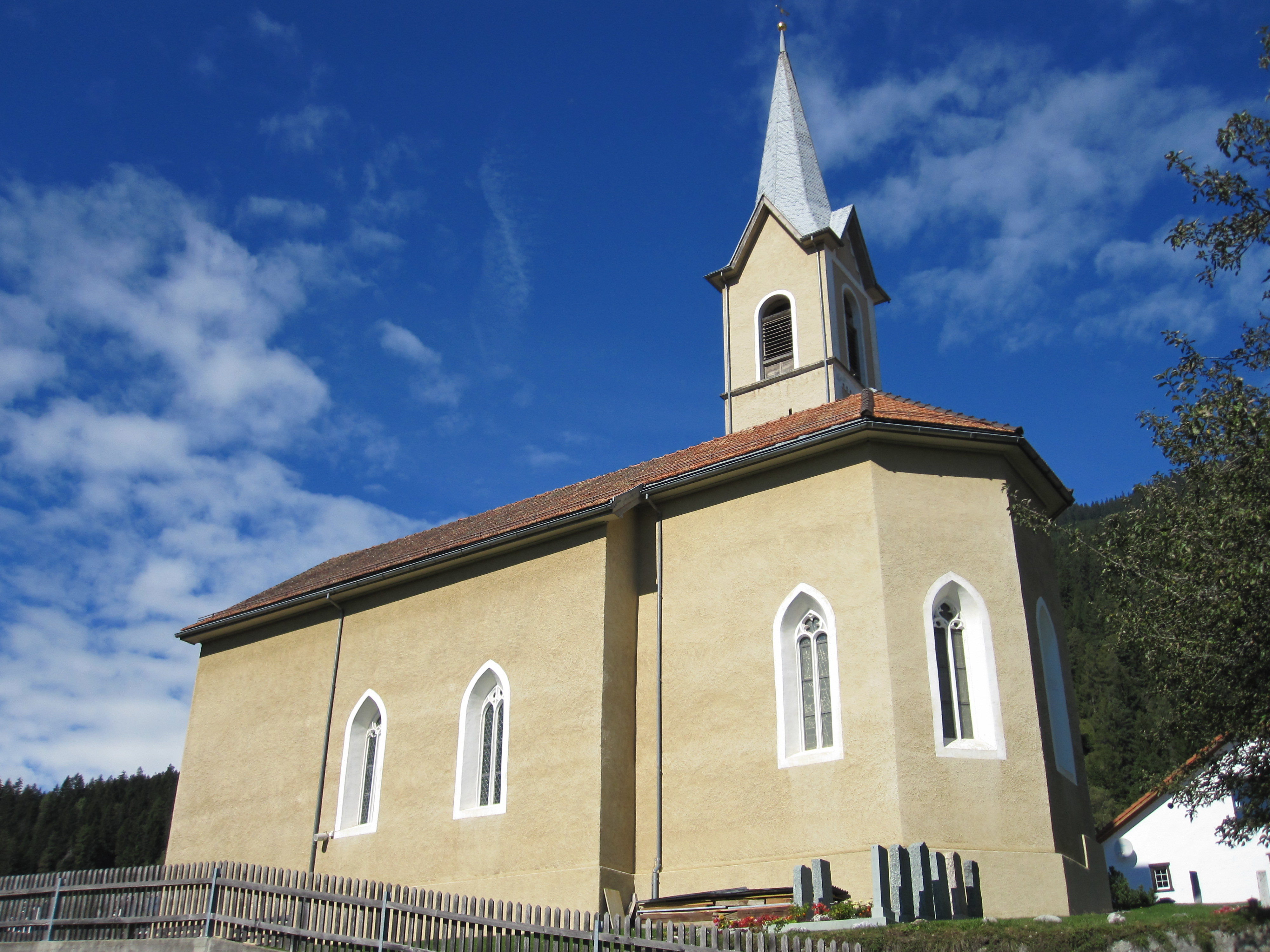
Kirche Trin
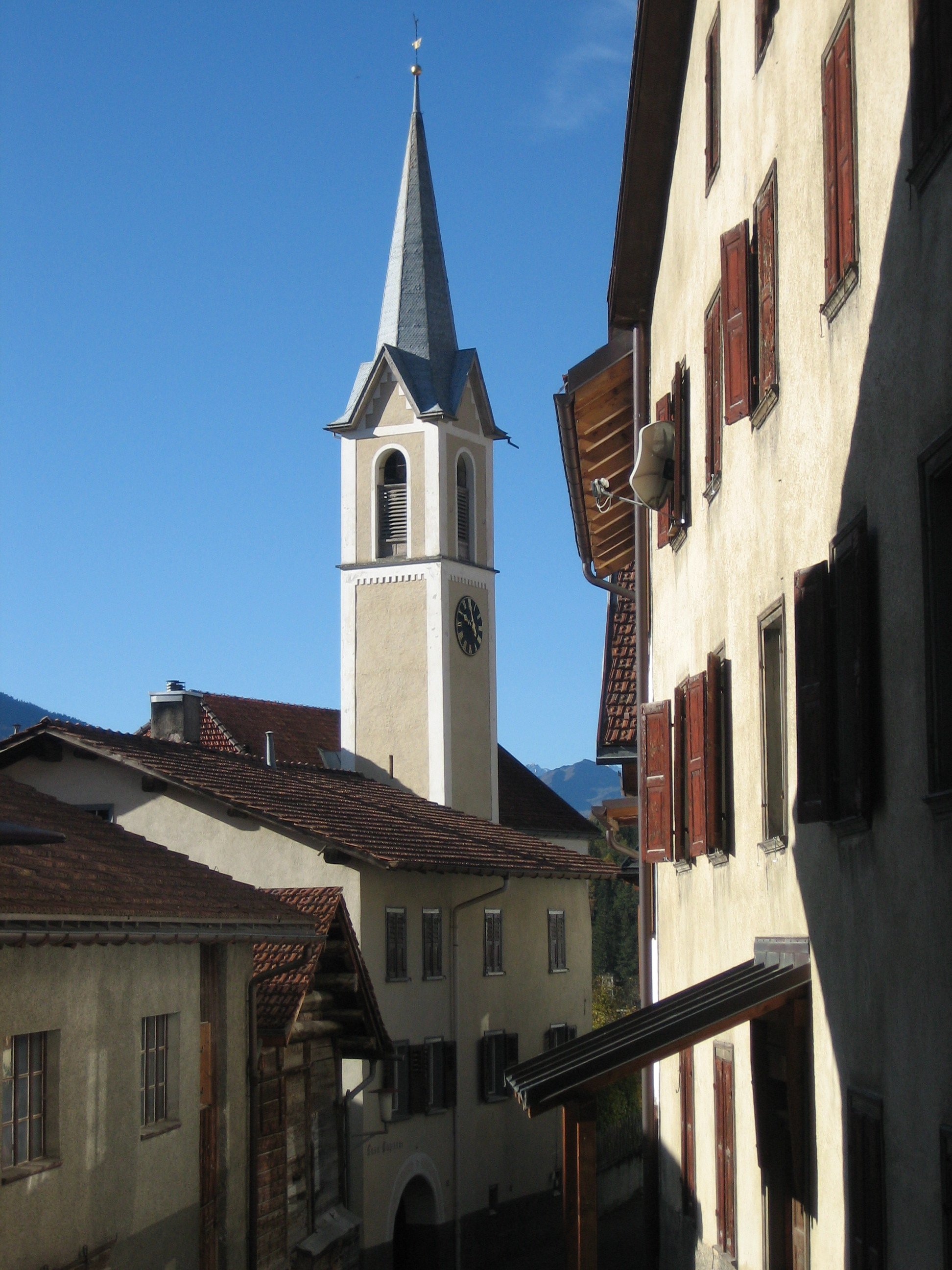
Kirchturm
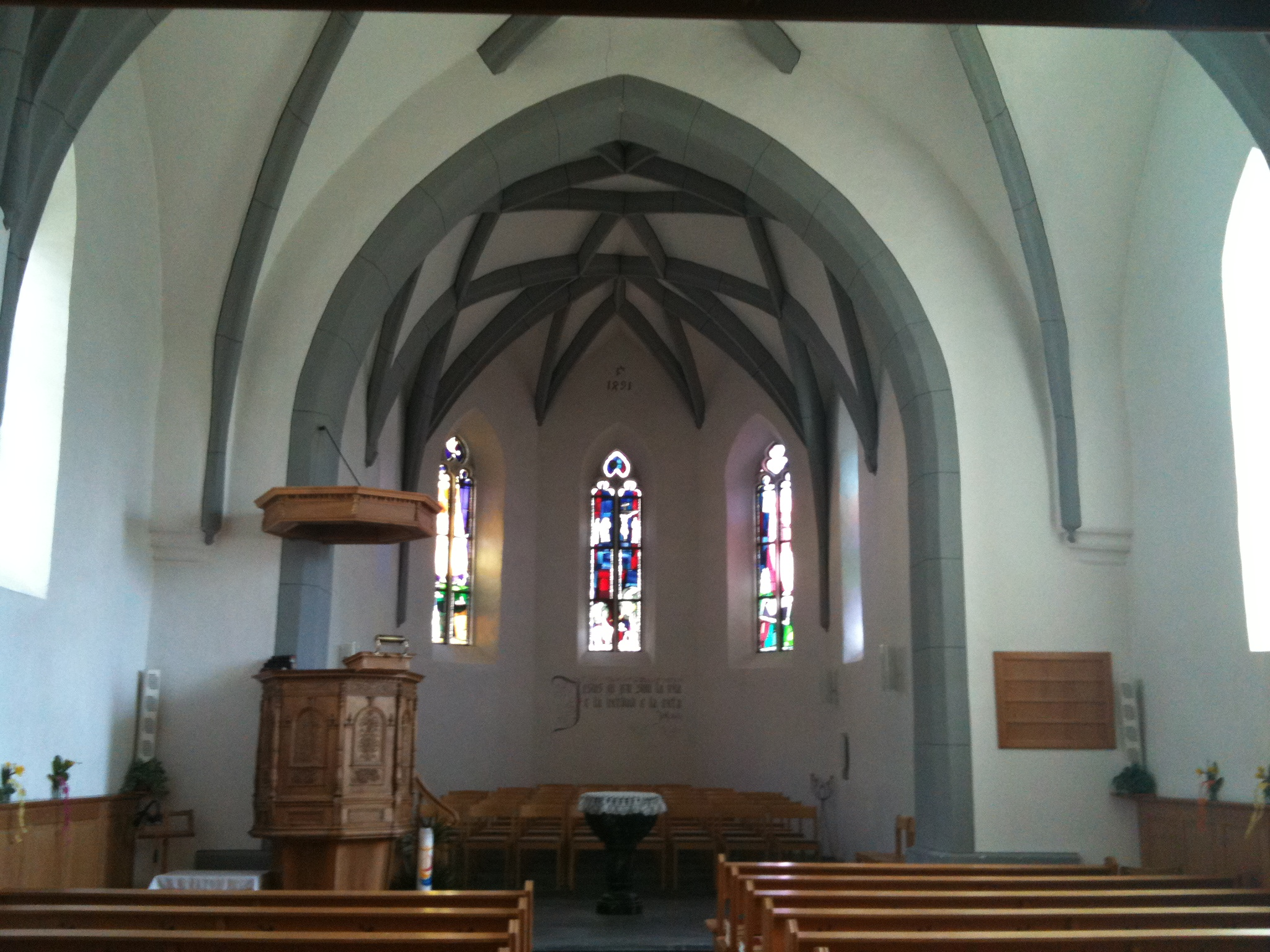
Chor
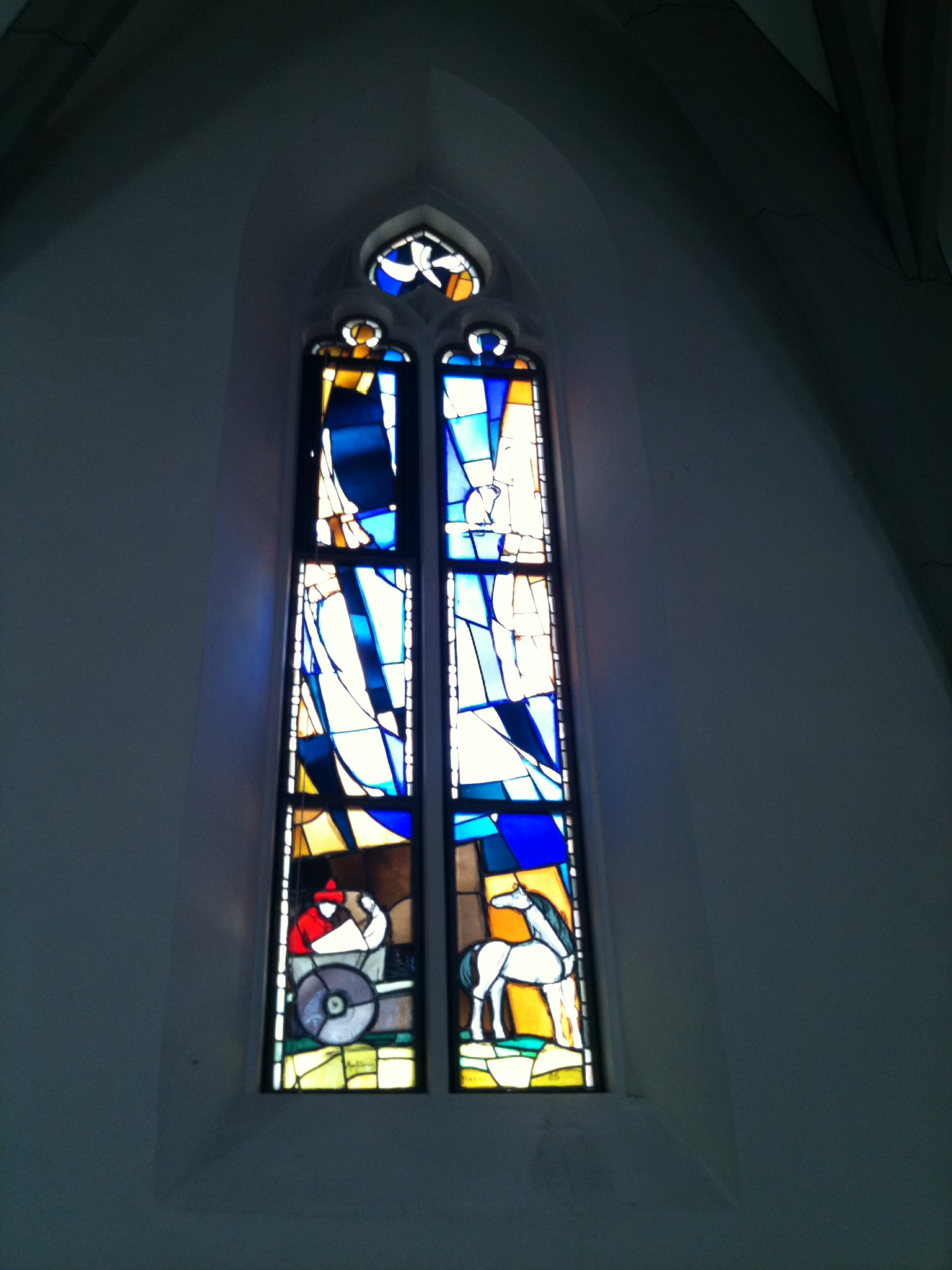
Kirchenfenster im Chor
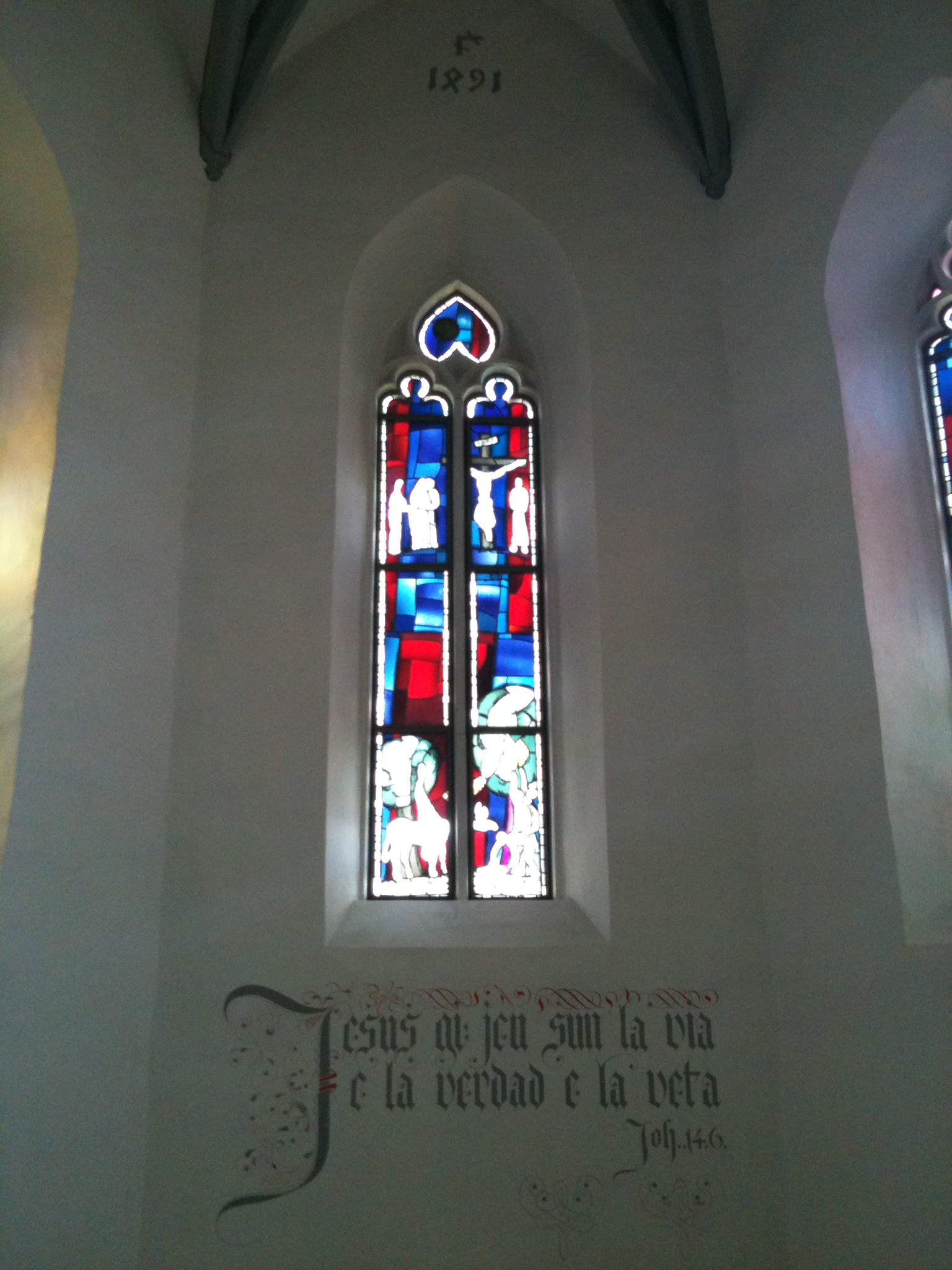
Zentrales Kirchenfenster, darunter Wandinschrift auf Sursilvan: "Jesus sagt: Ich bin der Weg, die Wahrheit und das Leben"
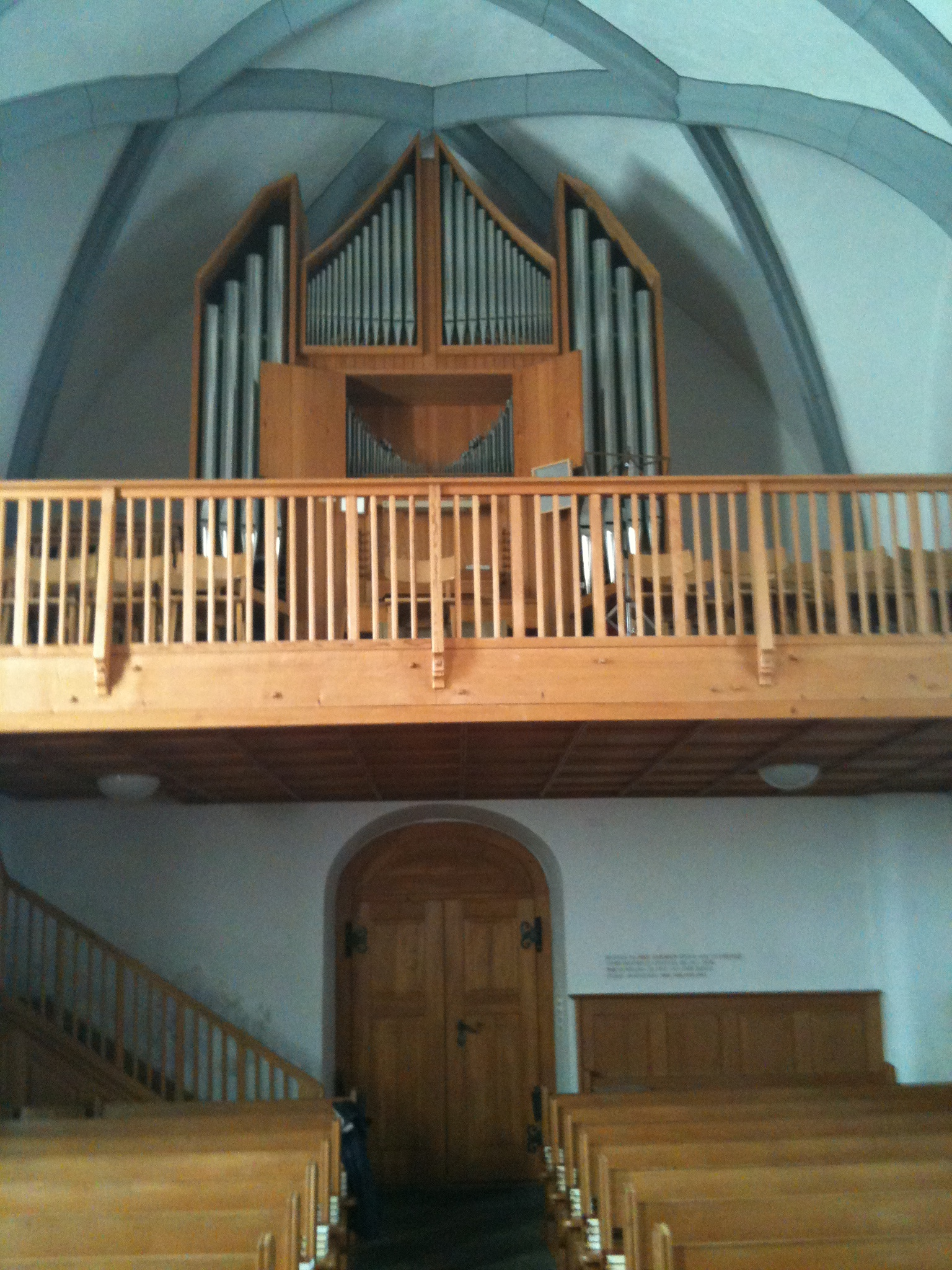
Empore und Orgel